# نییرمادا
نییرمادا (به مجاری:  Nyírmada) یک شهرداری در مجارستان است که در سابولچ-ساتمار-برگ واقع شده‌است. نییرمادا ۳۸٫۸۲ کیلومتر مربع مساحت و ۴٬۸۸۶ نفر جمعیت دارد.